# Bouaké (departamento)
Bouaké es un departamento de la región de Gbêkê, Costa de Marfil. En mayo de 2014 tenía una población censada de 680 694 habitantes.
Se encuentra ubicado en el centro del país, a poca distancia al este del presa de Kossou.